# Guinea Alumina Corporation
La Guinea Alumina Corporation (anciennement Global Alumina Corporation) ou GAC est l'une des principales entreprises de la république de Guinée.
Son principal actionnaire est le groupe Emirates Global Aluminium (EGA), lui même détenu par Mubadala et Investment Corporation of Dubai (ICD).
GAC évolue principalement dans l'exploitation de bauxite dans la région de Boké cohabitant avec la CBG avec un port minéralier à Kamsar.
Le 4 août 2025, dans un decret du président Mamadi Doumbouya portant retrait de la concession mini de bauxite de GAC, pour violation du code minier de la république de Guinée et transfère la concession de bauxite à Nimba Mining SA.

## Production
Guinea Alumina corporation prévoit de produire 12 000 000 de tonnes pour 2019.